# Porphyrinia ramburi
Porphyrinia ramburi är en fjärilsart som beskrevs av Charles Oberthür. Porphyrinia ramburi ingår i släktet Porphyrinia och familjen nattflyn. Inga underarter finns listade i Catalogue of Life.